# Ábelová
Ábelová és un poble i municipi d'Eslovàquia. Es troba a la regió de Banská Bystrica. La primera menció escrita de la vila es remunta al 1275.

## Demografia
| Godina             | 1994 | 2004    | 2014   | 2024   |
| ------------------ | ---- | ------- | ------ | ------ |
| Nombre de persones | 300  | 248     | 232    | 213    |
| Diferència         |      | −17,33% | −6,45% | −8,18% |

| Godina             | 2023 | 2024   |
| ------------------ | ---- | ------ |
| Nombre de persones | 217  | 213    |
| Diferència         |      | −1,84% |